# Лібералізм
Лібералі́зм (фр. libéralisme) — філософська, політична та економічна теорія, а також ідеологія, яка виходить з положення про те, що індивідуальні свободи людини є правовим базисом суспільства та економічного ладу.
Зародився як ідеологія у XVII столітті й остаточно оформився як ідейна доктрина до середини ХІХ століття.
Лібералізм проголошує, що ініціативна (активна), вільна, тобто неконтрольована діяльність осіб, головним чином економічна й політична, є справжнім джерелом поступу в суспільному житті. Спрямований на утвердження парламентського ладу, вільного підприємництва, демократичних свобод; обстоює абсолютну цінність людської особистості («особа важливіша за державу») та рівність всіх людей щодо прав особистості. Метою лібералізму є максимальне послаблення («пом'якшення») різних форм державного і суспільного примусу щодо особи (контролю особи тощо), обстоює шлях мирного, реформаторського здійснення соціальних перетворень.
Лібералізм почав формуватися наприкінці XVII століття. Його джерелом була філософія та соціально-політична думка епохи Просвітництва (головним чином стосовно того, що кожна людина наділена певними правами) та ідеї гуманізму. Розквіт «класичного» лібералізму припав на першу половину XIX століття.
Ідеологічно лібералізм протистоїть, з одного боку, консерватизму та етатизмові (в питаннях про роль держави та допустимої швидкості змін у політиці), а з іншого боку соціалізму, комунізму, колективізмові тощо (в питаннях приватної власності перш за все, а також питаннях соціальної підтримки з боку держави).
До сучасних ліберальних доктрин належать, зокрема: неолібералізм, ордолібералізм, лібертаріанізм.
До відомих представників лібералізму належать: Джон Лок, Джеремі Бентам, Бенжамен Констан, Джон Стюарт Мілл, Ґустав де Молінарі, Ісая Берлін, Карл Поппер, Сальвадор де Мадаріага, Ральф Дарендорф, Арон Раймон, Людвіг фон Мізес, Фрідріх фон Гаєк.

## Основні принципи лібералізму
Ідеалом лібералізму є суспільство зі свободою дій для кожного, вільним обміном політично значущою інформацією, обмеженням влади держави і церкви, верховенством права, приватною власністю і свободою приватного підприємництва. Лібералізм відкинув багато положень, що були основою попередніх теорій держави, такі як божественне право монархів на владу та роль релігії, як єдиного джерела пізнання. Фундаментальні принципи лібералізму включають індивідуальні права (на життя, особисту свободу і власність); рівні права і загальна рівність перед законом; вільну ринкову економіку; уряд, що обирається на чесних виборах; прозорість державної влади. Функція державної влади при цьому зводиться до мінімуму, необхідного для забезпечення цих принципів. Сучасний лібералізм також віддає перевагу відкритому суспільству, заснованому на плюралізмі та демократичному управлінні державою, за умови захисту права меншості та окремих громадян.
Людвіг фон Мізес про програму лібералізму:
... програма лібералізму, якщо її звести до одного слова, мала б звучати так: власність, тобто приватна власність на засоби виробництва (бо щодо товарів, готових до споживання, приватна власність є само собою зрозумілою і не заперечується навіть соціалістами і комуністами). Усі інші вимоги лібералізму випливають із цієї фундаментальної вимоги.

Поряд із словом «власність» у програмі лібералізму цілком виправдано можна поставити слова «свобода» і «мир».
Деякі сучасні течії лібералізму терпиміші до державного регулювання вільних ринків заради забезпечення рівності можливостей досягнення успіху, загальної освіти та зменшення різниці в доходах населення. Прихильники таких поглядів вважають, що політична система повинна містити елементи соціальної держави, включаючи державну допомогу з безробіття, притулки для бездомних і безкоштовну охорону здоров'я.
Відповідно до поглядів лібералів, державна влада існує для блага людей їй підвладних, і політичне керівництво країною повинно здійснюватися на основі згоди більшості керованих. На сьогодні політичною системою, яка найсуголосніша переконанням лібералів, є ліберальна демократія.

## Огляд

### Етимологія та історичне вживання
Слово «ліберальний» походить від лат. liber («вільний»). Тит Лівій в «Історії Риму від заснування міста» описує боротьбу за свободу між групами плебеїв і патриціїв. Марк Аврелій у своїх «Міркуваннях» пише про подання «про державу, до закону, рівним для всіх, де визнаються рівність і рівне право на мову; також про монархію, яка дедалі більше шанує свободу підданих». В епоху італійського Відродження ця боротьба поновилася між прихильниками вільних міст-держав і Папою Римським. Нікколо Макіавеллі в своїх «Міркуваннях про першу декаду Тита Лівія» виклав принципи республіканського правління. Джон Лок в Англії і мислителі французького просвітництва сформулювали боротьбу за свободу в термінах прав людини.

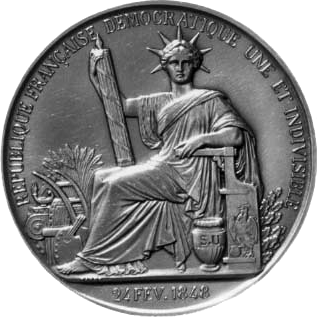
Державна печатка французької республіки. Промені, що виходять з голови взяті у давньогрецького бога Геліоса.

Американська війна за незалежність призвела до виникнення першої нації, яка розробила конституцію на основі ідеї ліберальної держави, особливо ідеї, що уряд керує державою за згодою керованих. Французька буржуазія також спробувала створити уряд на основі ліберальних принципів під час Французької революції. Автори іспанської конституції 1812 р., що перебували в опозиції по відношенню до іспанського абсолютизму, ймовірно, першими ввели у вжиток слово «ліберал» для позначення прихильників політичного руху. З кінця XVIII століття лібералізм став однією з провідних ідеологій практично в усіх розвинених країнах.
Багато початкових спроб втілення ліберальних ідей мали лише частковий успіх і часом навіть призводили до протилежних результатів — диктатури. Гасла свободи і рівності підхоплювали авантюристи. Між прихильниками різних інтерпретацій ліберальних принципів виникали гострі конфлікти. Війни, революції, економічні кризи та урядові скандали провокували масове розчарування в ідеалах. З цих причин у різні періоди в слово «лібералізм» вкладався різний зміст. З часом прийшло понадсистемне розуміння основ цієї ідеології, яке стало фундаментом для однієї з найпоширеніших в наш час політичних систем у світі — ліберальної демократії.

### Форми лібералізму
Спочатку лібералізм виходив з того, що всі права мають бути в руках у фізичних та юридичних осіб, а держава має існувати винятково для захисту цих прав (класичний лібералізм). Сучасний лібералізм значно розсунув межі класичного трактування і охоплює безліч течій, між якими є глибокі суперечності і деколи виникають конфлікти. Ці течії відображені, зокрема, в такому ключовому документі, як «Загальна декларація прав людини». Для визначеності з термінологією у даній статті «політичний лібералізм» означає рух за ліберальну демократію та проти абсолютизму чи авторитаризму; «економічний лібералізм» — за приватну власність і проти державного регулювання; «культурний лібералізм» — за особисту свободу і проти обмежень на неї з міркувань патріотизму або релігії; «соціальний лібералізм» — за рівність можливостей і проти економічної експлуатації. Сучасний лібералізм у більшості розвинених країн є сумішшю всіх цих форм. У країнах третього світу на перший план часто виходить «лібералізм третього покоління» — рух за здорове середовище проживання і проти колоніалізму.

#### Політичний лібералізм
Політичний лібералізм — переконання, що окремі особистості є основою закону і суспільства, і що громадські інститути існують для того, щоб сприяти наділенню індивідуумів реальною владою, без запобігання перед елітами. Це переконання в політичній філософії та політології називається «методологічний індивідуалізм». В основі лежить уявлення, що кожна людина найкраще знає, що для неї краще. Англійська Велика хартія вольностей 1215 року є прикладом політичного документа, в якому деякі індивідуальні права поширюються далі, ніж прерогатива монарха. Ключовим моментом є суспільний договір, згідно з яким закони видаються за згодою суспільства для його блага і захисту суспільних норм, і кожен громадянин підпорядковується цим законам. Особливий акцент робиться на верховенстві закону, зокрема лібералізм виходить з того, що держава має достатньо сили для його забезпечення. Сучасний політичний лібералізм також передбачає загальне виборче право, незалежно від статі, раси або майнового стану; найкращою системою вважають ліберальну демократію.

#### Економічний лібералізм

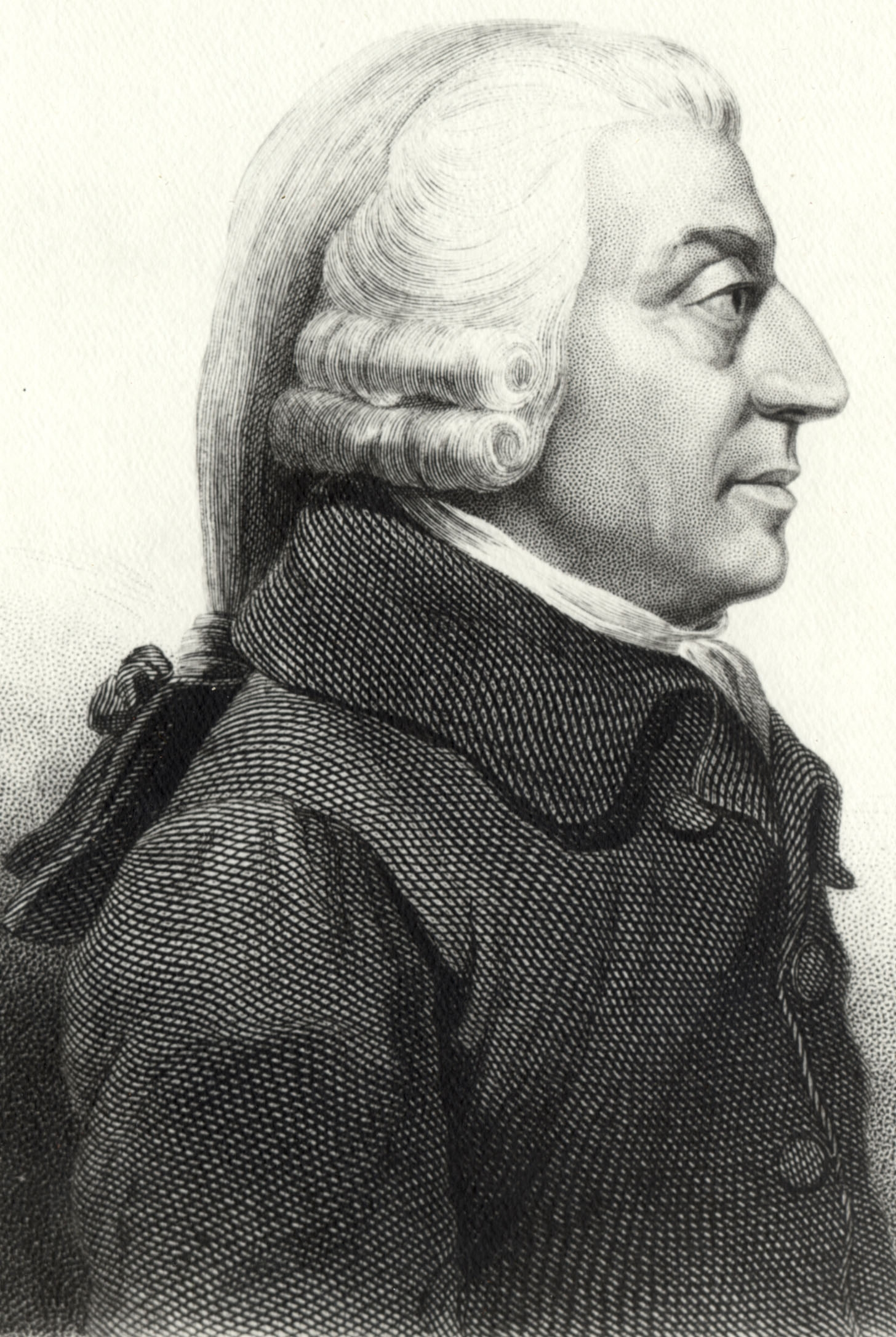
Адам Сміт (1723–1790) — один з апологетів економічного лібералізму.

Економічний, або класичний лібералізм виступає за індивідуальні права на власність і свободу договору. Гаслом цієї форми лібералізму є «вільне приватне підприємство». Перевага віддається капіталізму на основі принципу невтручання держави в економіку (laissez-faire), що означає скасування державних субсидій та юридичних бар'єрів для торгівлі. Економічні ліберали вважають, що ринок не потребує державного регулювання. Деякі з них готові допустити урядовий нагляд над монополіями та картелями, інші стверджують, що монополізація ринку виникає тільки як наслідок дій держави. Економічний лібералізм стверджує, що вартість товарів і послуг повинна визначатися вільним вибором індивідуумів, тобто, ринковими силами. Деякі допускають присутність ринкових сил навіть в галузях, де держава традиційно зберігає монополію, наприклад, безпекова сфера або судочинство. Економічний лібералізм розглядає економічну нерівність, яка виникає через нерівні позиції при укладанні контрактів, як природний результат конкуренції, за умови відсутності примусу. В наш час[коли?] ця форма найвираженіша в лібертаріанстві, іншими різновидами є мінархізм і анархо-капіталізм. (Див. також неолібералізм, лібералізація).

#### Культурний лібералізм

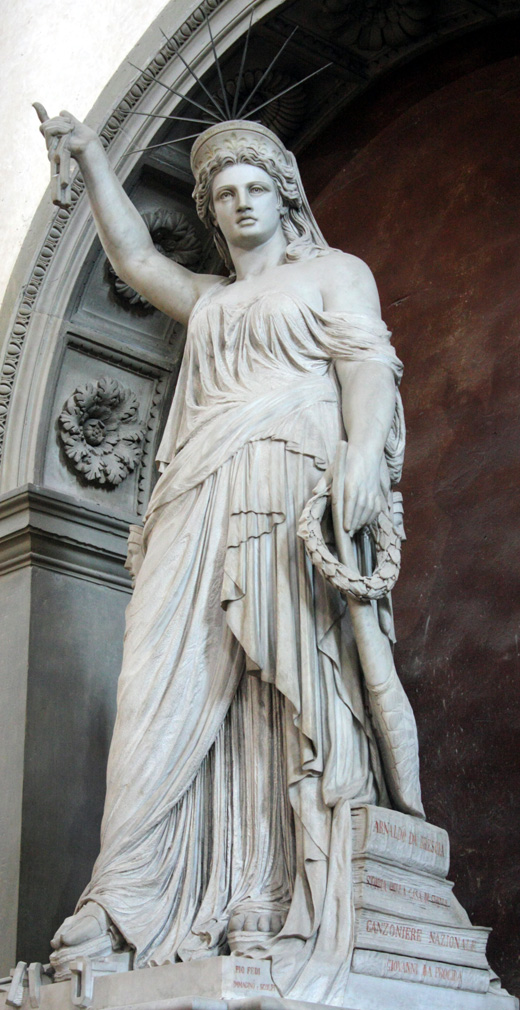
Свобода поезії (Базиліка Санта-Кроче, Флоренція)

Культурний лібералізм зосереджує увагу на правах людини, що стосуються свідомості і способу життя, включно з такими питаннями, як сексуальна, релігійна, академічна свобода, захист від втручання держави в особисте життя. Як сказав Джон Стюарт Мілл в есе «Про свободу»: «Єдина мета, яка служить виправданням для втручання одних людей, індивідуально або колективно, у діяльність інших людей, — це самозахист. Виявляти владу над членом цивілізованого суспільства проти його волі допустимо тільки з метою запобігання шкоди іншим». Культурний лібералізм тією чи іншою мірою виступає проти державного регулювання таких сфер як література та мистецтво, а також таких питань, як діяльність наукових кіл, азартні ігри, проституція, вік добровільної згоди для вступу в статеві стосунки, аборти, використання протизаплідних засобів, евтаназія, вживання алкоголю та інших наркотиків. Нідерланди, ймовірно, сьогодні є країною з найвищим рівнем культурного лібералізму, що, втім, не заважає проголошувати в країні і політику мультикультуралізму.

#### Соціальний лібералізм
Соціальний лібералізм виник наприкінці XIX століття в багатьох розвинених країнах під впливом утилітаризму. Деякі ліберали сприйняли, частково або повністю, марксизм та соціалістичну теорію експлуатації, і дійшли висновку, що держава повинна використовувати свою владу для відновлення соціальної справедливості. Такі мислителі, як Джон Дьюї або Мортімер Адлер пояснювали, що всі індивідууми, будучи основою суспільства, для реалізації своїх здібностей повинні мати доступ до базових потреб, таких як освіта, економічні можливості, захист від згубних масштабних подій поза межами їх контролю. Такі позитивні права, які надаються суспільством, якісно відрізняються від класичних негативних прав, забезпечення яких вимагає від інших невтручання. Прихильники соціального лібералізму стверджують, що без гарантії позитивних прав неможлива справедлива реалізація негативних прав, оскільки на практиці малозабезпечене населення жертвує своїми правами заради виживання, а суди частіше схиляються на користь багатих. Соціальний лібералізм підтримує введення деяких обмежень на економічну конкуренцію. Він також очікує від уряду надання соціального захисту населенню (за рахунок податків), щоб створити умови для розвитку всім талановитим людям, для запобігання соціальних бунтів і просто «для загального блага».
Між економічним і соціальним лібералізмом існує фундаментальне протиріччя. Економічні ліберали вважають, що позитивні права неминуче порушують негативні і тому неприпустимі. Вони бачать функцію держави обмеженою, головним чином, питаннями забезпечення законності, безпеки та оборони. З їхньої точки зору, ці функції і так вимагають наявності сильної централізованої державної влади. Навпаки, соціальні ліберали вважають, що головне завдання держави полягає в соціальному захисті та забезпеченні соціальної стабільності: надання харчування і житла нужденним, охороні здоров'я, шкільній освіті, пенсійному забезпеченні, догляд за дітьми, інвалідами та людьми похилого віку, допомоги жертвам стихійних лих, захисту меншин, запобігання злочинності, підтримки науки та мистецтва. Такий підхід унеможливлює введення масштабних обмежень на уряд. Попри єдність кінцевої мети — особистої свободи — економічний і соціальний лібералізм кардинально розходяться в засобах для її досягнення. Праві і консервативні рухи часто схиляються на користь економічного лібералізму, виступаючи проти культурного лібералізму. Ліві рухи, як правило, роблять акцент на культурному і соціальному лібералізмі.
Деякі дослідники вказують, що протиставлення «позитивних» і «негативних» прав на ділі є уявним, оскільки для забезпечення «негативних» прав також потрібні суспільні витрати (наприклад, утримання судів для охорони власності).

#### Консервативний лібералізм
Консервативний лібералізм є різновидом лібералізму, який об'єднує підтримку ліберальних цінностей та політики із певним нахилом до консерватизму, тобто складає праве крило ліберального руху. Корені консервативного лібералізму ведуть початок ще з часів зародження лібералізму. До світових воєн політичний клас у більшості європейських країн складався із консервативних лібералів. Консервативний лібералізм більш позитивний і менш радикальний варіант класичного лібералізму. Події Першої світової війни призвели радикальніші кола класичного лібералізму до поміркованіших, тобто консервативніших, поглядів.

#### Лібералізм третього покоління
Лібералізм третього покоління став наслідком післявоєнної боротьби країн третього світу з колоніалізмом. На сьогоднішній день він більше пов'язаний з певними прагненнями, ніж з правовими нормами. Його метою є боротьба проти централізації влади, матеріальних ресурсів і технологій в групі розвинених країн. Активісти цієї течії роблять акцент на колективному праві суспільства на світ, на самовизначення, на економічний розвиток і на доступ до загальнолюдського надбання (природні ресурси, наукові знання, культурні пам'ятки). Ці права належать до «третього покоління» і знайшли відбиття в статті 28 Загальної декларації прав людини. Захисники колективних міжнародних прав людини також приділяють пильну увагу питанням міжнародної екології та гуманітарної допомоги.
У всіх перелічених вище формах лібералізму передбачається, що між відповідальністю уряду та індивідів має бути баланс і що функція держави має бути обмежена тими завданнями, які не можуть бути виконані належним чином приватним сектором. Всі форми лібералізму націлені на законодавчий захист людської гідності й особистої автономії, і всі стверджують, що скасування обмежень на індивідуальну діяльність сприяє поліпшенню суспільства.
Прагнення до особистої свободи було властиве представникам усіх народів у всі часи. Яскравими прикладами є міста-поліси від Давньої Греції до європейських з принципом — «повітря міста робить вільним», політична система яких включала багато елементів правової держави та демократії у поєднанні зі свободою приватного підприємництва.
Лібералізм йде корінням в гуманізм, який в період Ренесансу кинув виклик владі католицької церкви (наслідком чого стали революції: Нідерландська революція), англійська славна революція (1688 р.), під час якої Віги затвердили своє право вибирати короля, та ін. Останнє стало предтечею поглядів, що верховна влада має належати народу. Повноцінні ліберальні рухи виникли в епоху Просвітництва у Франції, Англії та колоніальній Америці. Їх супротивниками були абсолютна монархія, меркантилізм, ортодоксальні релігії і клерикалізм. Ці ліберальні рухи також першими сформулювали концепцію прав людини на основі конституціоналізму та самоврядування за допомогою вільно обраних представників.

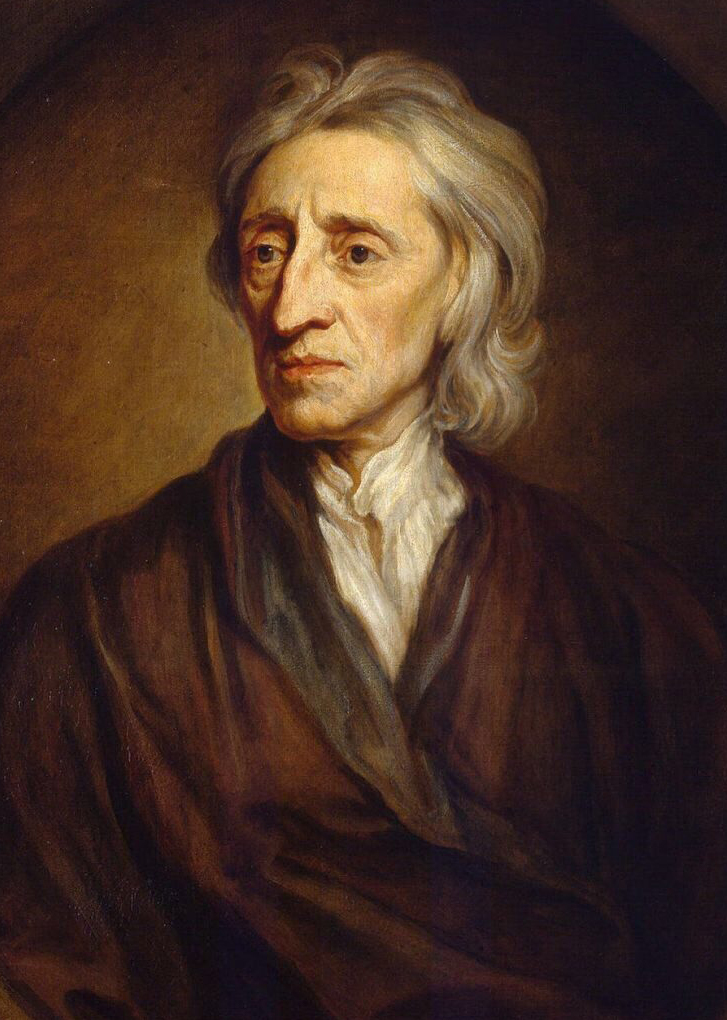
Джон Лок.

Ідею, що вільні люди можуть стати основою стабільного суспільства, висунув Джон Лок. Його «Два трактати про правління» (1690 р.) сформулювали два фундаментальних ліберальних принципи: економічної свободи як права на особисте володіння та користування власністю й інтелектуальної свободи, що включає свободу совісті. Основою його теорії є уявлення про природні права: на життя, на особисту свободу і на приватну власність, яка стала предтечею сучасних прав людини. Вступаючи в суспільство, громадяни укладають суспільний договір, згідно з яким вони відмовляються від своїх владних повноважень на користь уряду, аби він захищав їхні природні права. У своїх поглядах Лок відстоював інтереси англійської буржуазії, зокрема, він не поширював свободу совісті на католиків, а права людини на селян і слуг. Лок також не схвалював демократію. Однак, ряд положень його вчення лягли в основу ідеології американської та французької революцій.
У континентальній Європі розвитком доктрини про загальну рівність громадян перед законом, якому повинні підкорятися навіть монархи, займався Шарль Луї Монтеск'є. Основними інструментами обмеження державної влади Монтеск'є вважав поділ влади і федералізм. Його послідовники, економісти Жан-Батіст Сей і Дестют де Трасі, були пристрасними популяризаторами «гармонії ринку» і принципу невтручання держави в економіку. З мислителів епохи Просвітництва найбільший вплив на ліберальну думку зробили дві фігури: Вольтер, який виступав за конституційну монархію, і Жан Жак Руссо, який розвинув вчення про природну свободу. Обидва філософи в різній формі відстоювали ідею, що природну свободу особистості можна обмежувати, але не можна знищувати її суть. Вольтер підкреслював важливість релігійної терпимості й неприпустимість тортур та приниження людської гідності.

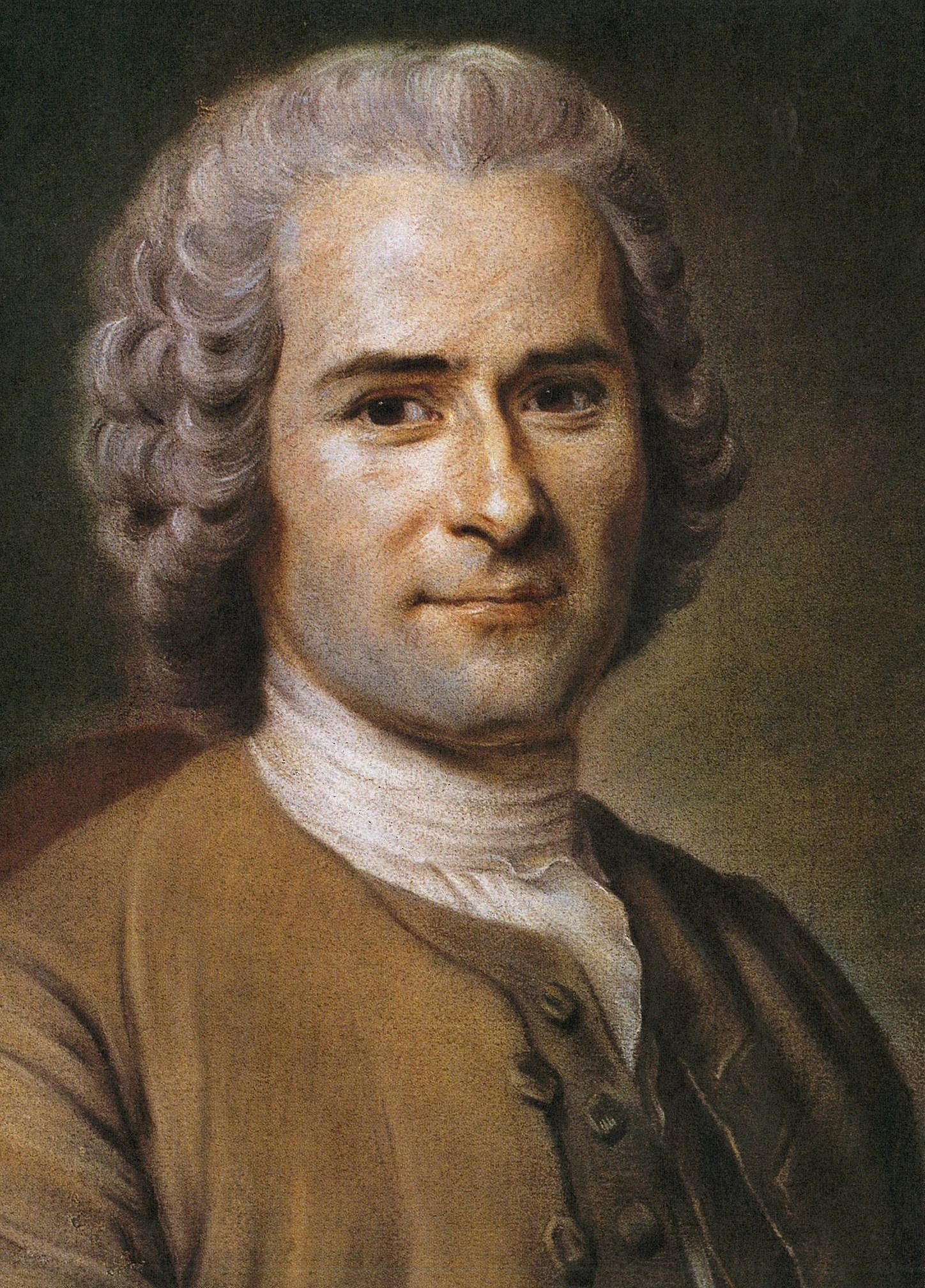
Жан Жак Руссо.

У трактаті «Про суспільний договір» (1762) Руссо надав цій концепції нового розуміння. Він звернув увагу, що багато людей є частиною суспільства, не маючи власності, тобто, суспільний договір просто закріплює права власності за її фактичними власниками. Щоб такий договір був легітимним, в обмін на свою незалежність людина повинна отримати блага, які їй може забезпечити тільки суспільство. Одним з таких благ Руссо вважав освіту, яка дозволяє людям найкращим чином реалізувати свої здібності, і при цьому робить з людей законослухняних громадян. Іншим благом є колективна республіканська свобода, яку людина набуває за допомогою ототожнення себе з нацією і національними інтересами. Завдяки такому ототожненню, освічена людина сама обмежує свою свободу, оскільки це стає в її інтересах. Воля нації як єдиного цілого може бути реалізована тільки за умови самовизначення народів. Таким чином, суспільний договір веде до національної згоди, національної волі та національній єдності. Ці ідеї стали ключовим елементом декларації Національних зборів під час Французької революції та поглядів таких ліберальних американських мислителів, як Бенджамін Франклін і Томас Джефферсон.
Поряд з французькими просвітителями, важливий внесок у лібералізм внесли Девід Юм, Іммануїл Кант і Адам Сміт. Девід Юм стверджував, що фундаментальні (природні) закони людської поведінки диктують моральні норми, які неможливо ні обмежити, ні придушити. Під впливом цих поглядів Кант дав етичне обґрунтування прав людини без посилань на релігію (як це мало місце до нього). Відповідно до його навчання, ці права ґрунтуються на природничо-наукових законах і об'єктивній істині.

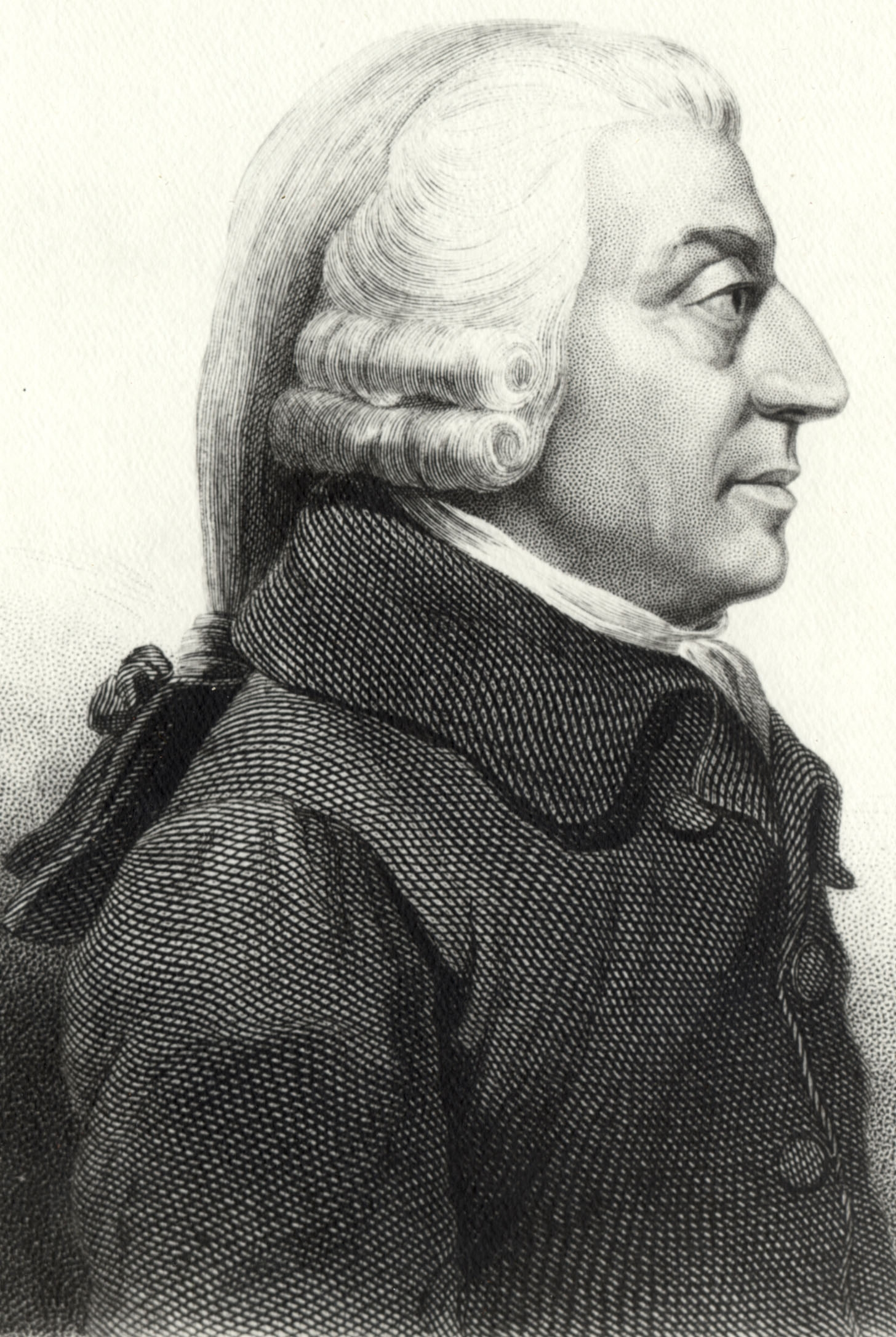
Адам Сміт.

Адам Сміт розвинув теорію, що моральне життя й економічна діяльність можливі без директив з боку держави і що найсильніші ті нації, в яких громадяни вільні виявляти свою власну ініціативу. Він закликав покінчити з феодальним і меркантильним регулюванням, з патентами і монополіями, що виникли завдяки протекції держави. У «Теорії моральних почуттів» (1759 р.) він розвинув теорію мотивації, яка призводить особисту матеріальну зацікавленість у згоду з нерегульованим суспільним порядком. У «Дослідженні про природу і причини багатства народів» (1776 р.) він стверджував, що за певних умов вільний ринок здатний до природного саморегулювання і здатний досягти більшої продуктивності, ніж ринок з безліччю обмежень. На уряд він покладав завдання, які неможливо розв'язати з жадобою прибутку, наприклад, запобігання шахрайству або протизаконному застосуванню сили. Його теорія оподаткування полягала в тому, що податки не повинні завдавати шкоди економіці і що процентна ставка податку має бути сталою.

### Революційний лібералізм
Ідея, що звичайні люди повинні займатися своїми справами без диктату з боку монархів, аристократії чи церкви, залишалася переважно теорією до американської та французької революцій. Усі пізніші революціонери-ліберали тією чи іншою мірою відповідають цим двома прикладами.

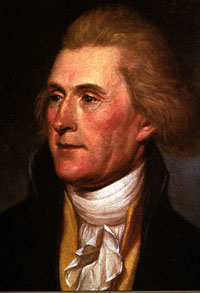
Томас Джефферсон.

У колоніальній Америці Томас Пейн, Томас Джефферсон і Джон Адамс переконали своїх співвітчизників повстати в ім'я життя, особистої свободи і прагнення до щастя — майже цитата Лока, але з однією важливою відмінністю: Джефферсон замінив слово «власність» у Лока «прагненням до щастя». Тим самим головною метою революції стала республіка, заснована на особистій свободі та правління за згодою керованих. Джеймс Медісон вважав, що для забезпечення ефективного самоврядування та захисту економічних прав меншин необхідна система противаг і стримувань. Вона знайшла відбиття в Конституції США (1787 р.): баланс між центральною і регіональною владою; поділ влади на виконавчу, законодавчу та судову гілки; двопалатний парламент. Над армією було запроваджено цивільний контроль і було вжито заходів щодо повернення офіцерів до цивільного життя після проходження служби. Тим самим концентрація влади в руках однієї людини стала практично неможливою.
Французька революція позбавила влади монарха, аристократію і католицьку церкву. Поворотним моментом стало прийняття декларації представниками Національних зборів про те, що вона має право говорити від імені всього французького народу. В області лібералізму французькі революціонери пішли далі американців, запровадивши загальне виборче право (для чоловіків), національне громадянство і ухваливши «Декларацію прав людини і громадянина» (1789 р.), аналогічну американському «Білль про права».

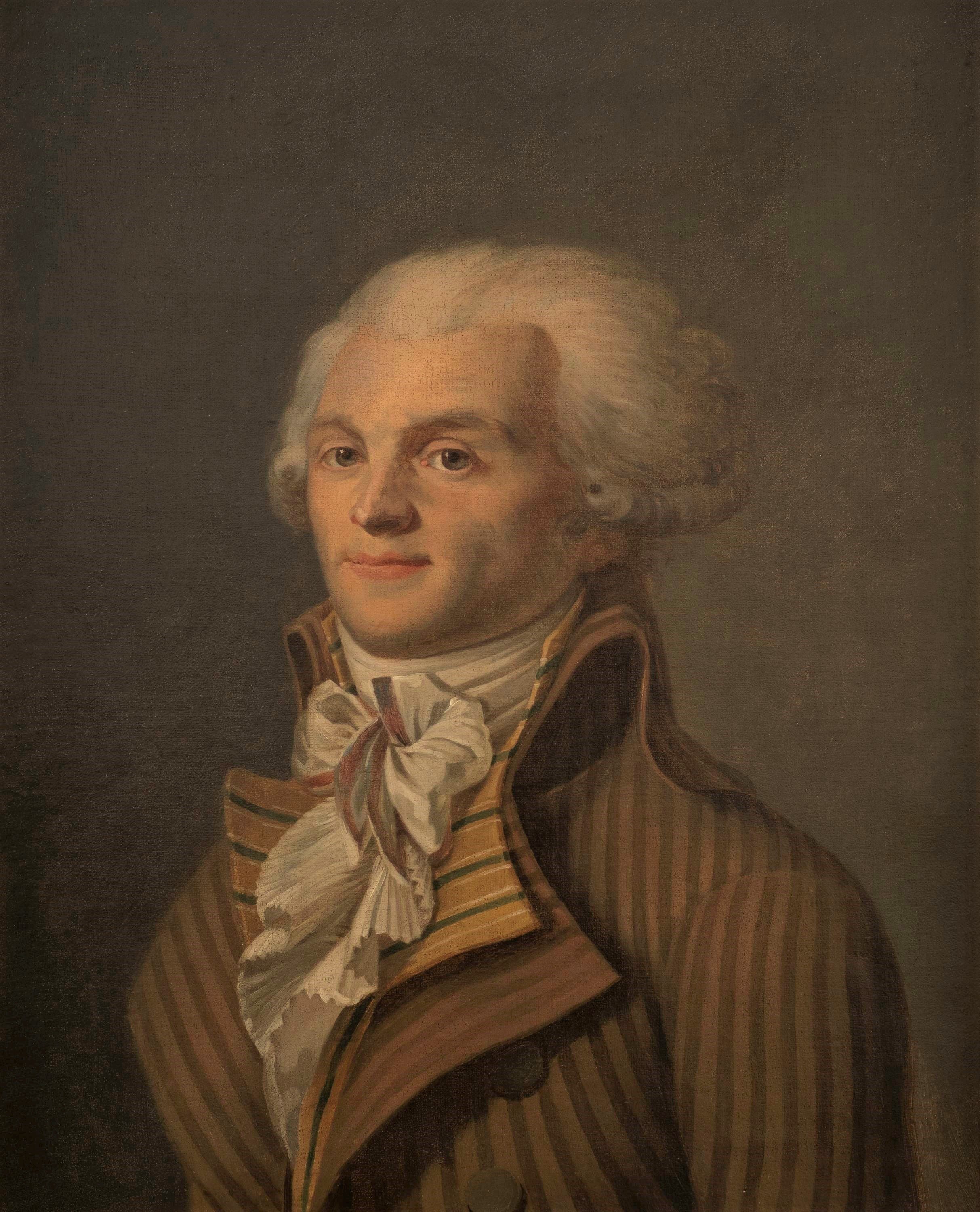
Максиміліан Робесп'єр.

Перші кілька років у керівництві країни домінували ліберальні ідеї, проте уряд був нестабільним і не міг ефективно захищатися від численних ворогів революції. Якобінці на чолі з Робесп'єром зосередили у своїх руках майже всю повноту влади, призупинили дію належних правових процедур і розгорнули масштабний терор, жертвами якого стали багато лібералів, в тому числі і сам Робесп'єр. Наполеон I Бонапарт здійснив глибоку законодавчу реформу, яка увібрала багато ідей революції, однак згодом скасував республіку і оголосив себе імператором. Побічним ефектом наполеонівських військових кампаній стало поширення лібералізму по всій Європі, а після окупації Іспанії — і по всій Латинській Америці.

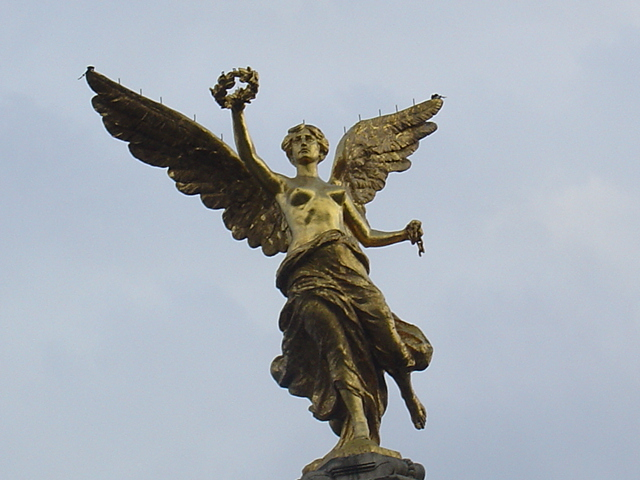
Янгол Незалежності (Мехіко).

Революції суттєво зміцнили позиції лібералів в усьому світі, які від пропозицій перейшли до безкомпромісних вимог. Головним чином, вони прагнули створення парламентських республік там, де існували абсолютні монархії. Рушійною силою цього політичного лібералізму часто були економічні мотиви: бажання покласти край феодальним привілеям, гільдіям і королівським монополіям, обмежень на власність і на свободу укладання контрактів.
Між 1774 і 1848 рр.. минуло кілька революційних хвиль, причому кожна наступна хвиля робила все більший наголос на правах громадян і самоврядуванні. Замість простого визнання прав особистості, вся державна влада виявлялася похідною природного права: або в силу людської природи, або в результаті суспільного договору («згоди керованих»). На зміну родинній власності та феодальній традиції, згідно з якою зобов'язання сторін визначаються особистою відданістю, прийшли уявлення про добровільну згоду, комерційному контракті та індивідуальну приватну власність. Подання про суверенітет народу і про те, що люди здатні самостійно ухвалювати всі необхідні закони і впроваджувати їх у виконання, стало основою національної самосвідомості та вийшло за рамки навчань просвітителів. Аналогічне прагнення до незалежності від зовнішнього панування на окупованих територіях або в колоніях стало основою національно-визвольної боротьби. В одних випадках (Німеччина, Італія) це супроводжувалось об'єднанням дрібних держав у великі, в інших (Латинська Америка) — розпадом колоніальних систем та децентралізацією. Система освіти стала одним з найважливіших суспільних інститутів. З часом до переліку ліберальних цінностей додалась демократія.

### Дискусії всередині лібералізму

#### Лібералізм і демократія
Спочатку ідеї лібералізму та демократії не тільки істотно відрізнялися, а й перебували в протиріччі одна з одною. Для лібералів основою суспільства була людина, яка володіє власністю, прагне її захищати, і яка не стоїть перед вибором між виживанням і збереженням своїх громадянських прав. Малось на увазі, що тільки власники формують громадянське суспільство, беруть участь у суспільному договорі і дають уряду згоду на правління. Навпаки, демократія означає процес формування влади на основі більшості всього народу, в тому числі і незаможних. З точки зору лібералів, диктатура незаможних представляла загрозу для приватної власності і гарантії свободи людини. З точки зору демократів, позбавлення незаможних виборчого права і можливості представляти свої інтереси в законотворчому процесі було формою поневолення.
Багато видатних лібералів (Джон Лок, Томас Джефферсон та ін.) були противниками демократії, що зокрема знайшло відбиття в першій редакції Конституції США, де виборче право ув'язувалося з майновим цензом. Багато популярних у народі лідерів, таких як Авраам Лінкольн, вдавалися до анти-ліберальних заходів (вводили цензуру, податки і т. д.) Побоювання з боку лібералів, пов'язані з демократією, особливо посилилися після Французької революції. Зокрема, тому французькі ліберали в цілому підтримували Наполеона Бонапарта, який хоча і був противником підзвітності влади (і тим більше народовладдя), проте сприяв реалізації та популяризації ряду найважливіших ліберальних ідей.

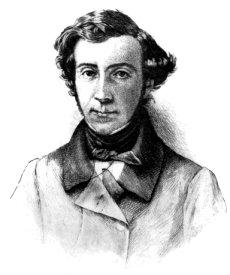
Алексіс де Токвіль.

Поворотним моментом стала робота Алексіса де Токвіля «Демократія в Америці» (1835 р.), в якій він показав можливість суспільства, де особиста свобода і приватна власність співіснують з демократією. На думку Токвіля, ключем до успіху такої моделі, яка отримала назву «ліберальна демократія», є рівність можливостей, а найсерйознішу загрозу представляє уповільнене втручання держави в економіку і нехтування нею цивільних свобод.
Після революції 1848 р. і державного перевороту Наполеона III (у 1851 р.) ліберали дедалі більше стали визнавати необхідність демократії для здійснення лібералізму повною мірою. Разом з тим, частина прихильників демократії продовжувала заперечувати можливість справедливого суспільства, побудованого на приватній власності і вільному ринку, що призвело до виникнення руху за соціальну демократію.

#### Економічний лібералізм проти соціального лібералізму
Індустріальна революція значно підвищила добробут розвинених країн, однак посилила соціальні проблеми. Прогрес у медицині привів до збільшення тривалості життя і населення, результатом чого став надлишок робочої сили і зменшення зарплат. Після того, як в XIX столітті робітники в багатьох країнах отримали виборче право, вони їм почали користуватися у своїх інтересах. Стрімке зростання освіченості населення призвів до сплеску активності суспільства. Соціальні ліберали вимагали законодавчих заходів проти експлуатації дітей, за безпечні умови праці і мінімальну заробітну плату.
Класичні ліберали розглядають такі закони як несправедливий податок на життя, свободу і власність, що стримує економічний розвиток. Вони вважають, що соціальні проблеми суспільство може вирішити саме по собі, без державного регулювання. З іншого боку, соціальні ліберали віддають перевагу достатньо великому уряду, щоб він міг забезпечити рівність можливостей, захистити громадян від наслідків економічних криз і стихійних лих.

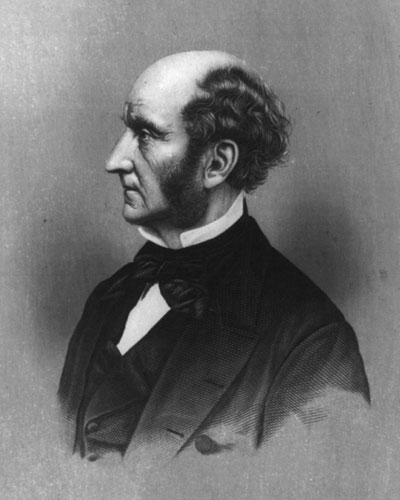
Джон Стюарт Мілль.

Вільгельм фон Гумбольдт у праці «Ідеї до досвіду визначення меж діяльності держави» обґрунтовував цінність свободи важливістю особистого саморозвитку з метою досягнення досконалості.
Джон Стюарт Мілл розвинув ідеї цієї ліберальної етики у своїй праці «Про свободу» (1859 р.). Він дотримувався утилітаризму, роблячи наголос на прагматичний підхід, практичному прагненні до загального блага і підвищенню якості життя. Хоча Мілл залишався в рамках класичного лібералізму, права людини в його філософії відступили на другий план. Людвіг фон Мізес визачив Мілля як «родоначальника бездумного змішування ліберальних і соціалістичних ідей» та «великого поборника соціалізму». Детальну та нищівну критику ідей Мілля з ліберально-лібертаріанської точки зору дав Мюррей Ротбард.
До кінця XIX століття більшість лібералів прийшли до висновку, що свобода вимагає створення умов для реалізації своїх здібностей, включаючи освіту і захист від надмірної експлуатації. Ці висновки виклав Леонард Трелоні Хобхаус в праці «Лібералізм», в якій він сформулював колективне право на рівність в угодах («справедлива угода») і визнав обґрунтованість розумного втручання держави в економіку. Паралельно частина класичних лібералів, зокрема, Ґустав де Молінарі, Герберт Спенсер і Оберон Герберт, почала дотримуватися радикальніших поглядів, близьких до анархізму.

#### Війна і світ
Іншим предметом дискусій, починаючи з кінця XIX століття, стало ставлення до війни. Класичний лібералізм був лютим ворогом військових інтервенцій та імперіалізму, виступав за нейтралітет і вільну торгівлю. Трактат Гуго Гроція «Про право війни і миру» (1625 р.), в якому він виклав теорію справедливої війни як засобу самозахисту, була настільною книгою ліберала. У США ізоляціонізм аж до кінця Першої світової війни був офіційною зовнішньою політикою, як сказав Томас Джефферсон: «Вільна торгівля з усіма; військові альянси ні з ким». Проте президент Вудро Вільсон натомість висунув концепцію колективної безпеки: протистояння країнам-агресорам за допомогою військового альянсу та превентивне вирішення конфліктів в Лізі Націй. Ідея спочатку не знайшла підтримки в Конгресі, який не дозволив США вступити до Ліги Націй, однак відродилася у вигляді ООН. Сьогодні більшість лібералів є противниками одностороннього оголошення війни однією державою іншій, за винятком самозахисту, однак багато хто підтримує багатосторонні війни в рамках ООН чи навіть НАТО, наприклад, з метою запобігання геноциду.

#### Велика депресія

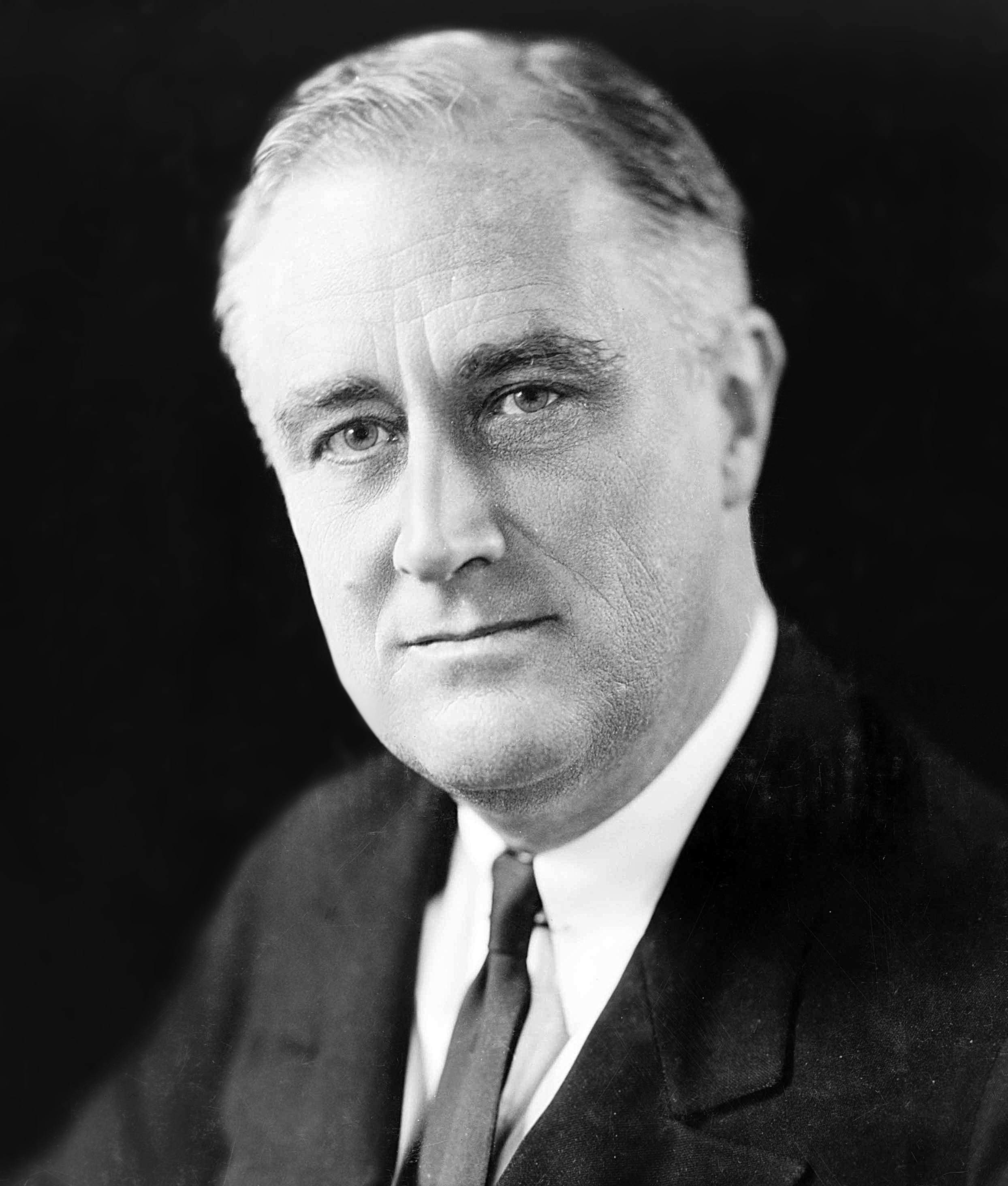
Франклін Рузвельт

Велика депресія 1930-х похитнула віру американської громадськості в класичний лібералізм, і багато хто дійшов висновку, що нерегульовані ринки не можуть забезпечити процвітання і запобігти злидням. Джон Дьюї, Джон Мейнард Кейнс і президент Франклін Рузвельт виступали за створення складнішого державного апарату, який би, як і раніше, залишався оплотом особистої свободи, але при цьому захищав би населення від вад капіталізму.
Джон Мейнард Кейнс, Людвіг-Йосиф Брентано, Леонард Трелоні Хобхаус, Томас Хілл Грін, Бертіль Улін і Джон Дьюї описали, як держава повинна регулювати капіталістичну економіку, щоб захищати свободу і при цьому уникнути соціалізму. Тим самим вони зробили провідний внесок у теорію соціал-лібералізму, яка мала значний вплив на лібералів у всьому світі, зокрема, на «Ліберальний інтернаціонал», що виник в 1947 р. Їм заперечували прихильники неолібералізму, згідно з якими Велика депресія була результатом не невтручання держави в економіку, а навпаки, надмірного державного регулювання ринку. Економісти австрійської і чиказької шкіл (Фрідріх Август фон Гаєк, Людвіг фон Мізес, Мюррей Ротбард, Мілтон Фрідман та ін) вказують, що Великій депресії передувала масштабна грошово-кредитна експансія і штучне заниження процентної ставки, які спотворили структуру інвестицій в економіці. У праці «Капіталізм і свобода» (1962 р.) Фрідман називає головними причинами Великої депресії фіксовану прив'язку курсу долара до золота, регулювання банківської системи, підвищення податків і друк грошей для оплати державного боргу.
У 2008 році у зв'язку з економічною кризою дискусія між прихильниками неолібералізму та соціал-лібералізму знову загострилася. Стали звучати заклики повернутися до соціально спрямованої політики з перерозподілу доходів, протекціонізму і реалізації кейнсіанських заходів.

### Лібералізм проти тоталітаризму
XX століття ознаменувалося виникненням ідеологій, які явно протиставили себе лібералізму. В СРСР більшовики розпочали ліквідувати залишки капіталізму і особистої свободи громадян, у той час як в Італії з'явився фашизм, який, за словами лідера цього руху Беніто Муссоліні, являв собою «третій шлях», який заперечує як лібералізм, так і комунізм. У СРСР приватна власність на засоби виробництва була заборонена заради досягнення соціальної та економічної справедливості. Уряди Італії та особливо Німеччині заперечували рівність людей у правах. У Німеччині це виражалося у пропаганді расової переваги т. зв. «арійської раси», під якою розумілися німці та деякі інші германські народи, над іншими народами і расами. В Італії Муссоліні ставка робилася на уявлення про італійський народ, як про «державу-корпорацію». І комунізм, і фашизм прагнули до державного контролю над економікою і централізованого регулювання всіх аспектів життя суспільства. Обидва режими також стверджували пріоритет громадських інтересів над приватними і обмежували особисту свободу. З точки зору лібералізму, ці загальні риси об'єднували комунізм, фашизм і нацизм в єдину категорію — тоталітаризм. У свою чергу, лібералізм почав визначати себе як противника тоталітаризму і розглядати останній як найсерйознішу загрозу для ліберальної демократії.

#### Тоталітаризм і колективізм

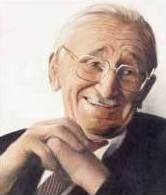
Фрідріх Гаєк

Вказана вище паралель між різними тоталітарними системами викликає різкі заперечення противників лібералізму, які вказують на істотні відмінності фашистської, нацистської і комуністичної ідеологій. Проте Фрідріх фон Гаєк, Айн Ренд та інші ліберальні мислителі наполягали на фундаментальній схожості всіх трьох систем, а саме: всі вони засновані на державній підтримці певних колективних інтересів на шкоду інтересам, цілям і свободам окремого громадянина. Це можуть бути інтереси нації — нацизм, держави-корпорації — фашизм або інтереси «трудящих мас» — комунізм. Інакше кажучи, з точки зору сучасного лібералізму, і фашизм і нацизм, і комунізм є лише крайні форми колективізму.

#### Історичні причини тоталітаризму
Багато лібералів пояснюють зростання тоталітаризму тим, що в період занепаду люди шукають рішення в диктатурі. Тому обов'язком держави має бути захист економічного добробуту громадян та балансування економіки. Як сказав Ісая Берлін: «Свобода для вовків означає смерть для овець». Неоліберали дотримуються протилежної точки зору. У своїй праці «Шлях до рабства» 1944 року Фрідріх Гаєк стверджував, що надмірне державне регулювання економіки може вести до втрати політичних та громадянських свобод. У 30-і і 40-і роки, коли уряди США і Великої Британії, дотримуючись порад відомого британського економіста Кейнса, взяли курс на державне регулювання, Гаєк попереджав про небезпеку цього курсу і доводив, що економічна свобода є необхідною умовою збереження ліберальної демократії. На основі вчення Фрідріха Гаєка, Мюррея Ротбарда та інших представників Австрійської економічної школи виникло лібертаріанство, яке бачить у будь-якому державному втручанні в економіку загрозу для свободи.

#### Концепція відкритого суспільства
Одним з найвпливовіших критиків тоталітаризму був Карл Поппер, який у своїй праці «Відкрите суспільство та його вороги» [Архівовано 29 травня 2010 у Wayback Machine.] (1945 р.) виступив на захист ліберальної демократії та «відкритого суспільства», де політична еліта може бути усунена від влади без кровопролиття. Поппер стверджував, що оскільки процес накопичення людського знання непередбачуваний, то теорії ідеального державного управління принципово не існує, отже, політична система має бути достатньо гнучкою, щоб уряд міг плавно змінювати свою політику. Зокрема, суспільство повинно бути відкрито для безлічі точок зору (плюралізм) і субкультур (мультикультуралізм).

#### Добробут і освіта
Злиття модернізму з лібералізмом в повоєнні роки призвело до поширення соціал-лібералізму, який стверджує, що найкращим захистом від тоталітаризму є економічно благополучне і освічене населення, яке володіє широкими громадянськими правами. Представники цієї течії, такі як Джон Ґелбрейт, Джон Роулз і Ральф Дарендорф, вважали, що для зростання рівня особистих свобод необхідно навчати освіченого користування ними, а шлях до самореалізації лежить через освоєння нових технологій.

### Особиста свобода і суспільство
У повоєнні роки значна частина теоретичних розробок в області лібералізму була присвячена питанням про суспільний вибір і ринкові механізми для досягнення «ліберального суспільства». Одне з центральних місць у цій дискусії займає теорема Ерроу. Вона говорить, що не існує такої процедури упорядкування суспільних уподобань, яка визначена для будь-якої комбінації переваг, не залежить від індивідуальних переваг по стороннім питанням, вільна від нав'язування однією людиною свого вибору всієї громади і задовольняє принципом Парето (тобто, те, що оптимально для кожного індивіда, має бути і найбажанішим для всього суспільства). Наслідком цієї теореми є ліберальний парадокс, згідно з яким неможливо розробити універсальну і справедливу демократичну процедуру, яка була б сумісна з необмеженою свободою особистого вибору. Такий висновок означає, що в чистому вигляді ні ринкова економіка, ні економіка добробуту не достатні для досягнення оптимального суспільства. Тим більше, що зовсім не ясно, що таке «оптимальне суспільство», а всі спроби таке суспільство побудувати кінчалися катастрофою (СРСР, Третій рейх). Іншою стороною цього парадоксу є питання про те, що важливіше: точне проходження процедур або рівність у правах для всіх учасників.

### Особиста свобода та державне регулювання
Одне з ключових понять класичної теорії свободи — власність. Відповідно до цієї теорії, вільна ринкова економіка є не тільки запорукою економічної свободи, але і необхідною умовою особистої свободи кожного.
Прихильники свободи заперечують не планування взагалі, а лише таке державне регулювання, що підмінює собою вільну конкуренцію власників. В історії XX століття була низка яскравих прикладів того, коли відмова від принципу недоторканності приватної власності і заміна вільної конкуренції державним регулюванням в ім'я соціальної захищеності і стабільності призводили до значних обмежень на особисту свободу громадян (сталінський СРСР, маоїстський Китай, Північна Корея, Куба, та інші країни «переможного соціалізму»). Втративши право приватної власності, громадяни дуже швидко втрачали й інші важливі права: право вільного вибору місця проживання (прописка), місця роботи (колгоспи) і були змушені працювати за призначену державою (як правило, невисоку) зарплату. Це супроводжувалося появою репресивних органів правопорядку (НКВС, міністерство державної безпеки НДР тощо). Значна частка населення була примушена до безкоштовної праці в умовах ув'язнення.
Слід зазначити, що на наведені аргументи існують заперечення. Що низький рівень зарплат при соціалізмі пояснюється тим, що основні турботи про житло, медицину, освіту та соціальне забезпечення брала на себе держава. Необхідність в репресивних органах безпеки обґрунтовується захистом держави від зовнішніх і внутрішніх ворогів. Відзначаються значні економічні, військові та наукові досягнення в країнах в згаданий період. Нарешті, те, що частина цілей в результаті не була досягнута, корупція тощо, пояснюється відхиленнями від обраного курсу, як правило, після смерті того чи іншого лідера країни. Дані заперечення прагнуть показати, що обмеження на особисту свободу були виправданими і врівноважені іншими цінностями. Проте вони не спростовують основний висновок класичної теорії свободи, а саме те, що без права законної приватної власності, підтримуваного всією силою державної влади, особиста свобода громадян неможлива.

## Сучасний лібералізм

### Короткий огляд
Нині лібералізм є однією з провідних ідеологій у світі. Концепції особистої свободи, почуття власної гідності, свободи слова, загальних прав людини, релігійної терпимості, недоторканності особистого життя, приватної власності, вільного ринку, рівності, правової держави, прозорості уряду, обмежень на державну владу, верховної влади народу, самовизначення нації, освіченої і розумної державної політики — набули найширшого розповсюдження. До ліберально-демократичних політичних систем відносять такі різні за культурою і рівнем економічного благополуччя країни, як Фінляндія, Іспанія, Естонія, Словенія, Кіпр, Канада, Уругвай або Тайвань У всіх цих країнах ліберальні цінності відіграють ключову роль у формуванні нових цілей суспільства, навіть попри розрив між ідеалами і реальністю.
Наведений нижче перелік сучасних політичних напрямків в рамках лібералізму жодною мірою не є вичерпним. Найважливіші принципи, які найбільш часто згадуються в партійних документах (наприклад, в «Ліберальному маніфесті», [Архівовано 27 вересня 2007 у Wayback Machine.] 1997 р.), були перераховані вище.
Через те, що в Західній Європі та Північній Америці більшість політичних течій висловлюють солідарність з ідеалами політичного лібералізму, виникла необхідність застосування точнішої класифікації. Праві ліберали роблять наголос на класичний лібералізм, але при цьому заперечують проти ряду положень соціального лібералізму. До них примикають консерватори, які поділяють традиційні в цих країнах політичні ліберальні цінності, однак часто засуджують окремі прояви культурного лібералізму як такі, що суперечать нормам моралі. Слід зазначити, що історично консерватизм був ідеологічним антагоністом лібералізму, проте після закінчення Другої світової війни і дискредитації авторитаризму провідну роль у західному консерватизмі стали грати помірковані течії (ліберальний консерватизм, християнська демократія). У другій половині XX століття консерватори були найактивнішими захисниками приватної власності і прихильниками приватизації.
Власне «лібералами» у США називають соціалістів і взагалі лівих, у той час як у Західній Європі цей термін відноситься до лібертаріанців, а лівих лібералів називають соціал-лібералами.
Лібертаріанці вважають, що держава не повинна втручатися в особисте життя або підприємницьку діяльність, хіба що для захисту свободи і власності одного від зазіхань інших. Вони підтримують економічний та культурний лібералізм і виступають проти соціального лібералізму. Частина лібертаріанців вважає, що для реалізації верховенства закону держава повинна володіти достатньою силою, інші стверджують, що забезпечення законності має здійснюватися громадськими та приватними організаціями. У зовнішній політиці лібертаріанці, як правило, є противниками будь-яких військових агресій.
У рамках економічного лібералізму відокремилась ідеологічна течія неолібералізму. Ця течія часто розглядається як суто економічна теорія, поза контекстом політичного лібералізму. Неоліберали прагнуть до невтручання держави в економіку країни і до вільного ринку. Державі відводиться функція помірного монетарного регулювання та інструменту для отримання доступу до зовнішніх ринків в тих випадках, коли інші країни чинять перешкоди для вільної торгівлі. Одним з визначальних проявів неоліберальної економічної політики є приватизація, яскравим прикладом якої були реформи, проведені у Великій Британії кабінетом Маргарет Тетчер.
Сучасні соціал-ліберали, як правило, відносять себе до центристів або соціал-демократам. Останні отримали значний вплив особливо в Скандинавії, де ряд затяжних економічних спадів загострив питання соціального захисту (безробіття, пенсії, інфляція). Для вирішення цих проблем соціал-демократи постійно збільшували податки і державний сектор в економіці. Разом з тим, багато десятиліть наполегливої боротьби за владу між право- і ліволіберальними силами призвели до ефективних законів і прозорим урядам, які надійно захищають громадянські права людей і власність підприємців. Спроби повести країну занадто далеко в сторону соціалізму приводили для соціал-демократів до втрати влади і подальшої лібералізації. Тому сьогодні в країнах Скандинавії ціни не регулюються (навіть на державних підприємствах, за винятком монополій), банки приватні, і відсутні перешкоди для торгівлі, в тому числі міжнародної. Таке поєднання ліберальної і соціальної політики призвело до реалізації ліберально-демократичної політичної системи з високим рівнем соціального захисту. Схожі процеси відбуваються і в інших європейських країнах, де соціал-демократи, навіть прийшовши до влади, проводять досить ліберальну політику.
Основними цілями своєї політики ліберальні партії найчастіше вважають зміцнення ліберальної демократії та правової держави, незалежності судової системи; контроль над прозорістю роботи уряду; захист цивільних прав та вільної конкуренції. Разом з тим, наявність слова «ліберальний» у назві партії саме по собі не дозволяє визначити, чи є її прихильники правими лібералами, соціал-лібералами або лібертаріанцями.
Громадські ліберальні рухи також відрізняються великою різноманітністю. Деякі рухи виступають на підтримку сексуальної свободи, вільного продажу зброї або наркотиків, за розширення функцій приватних охоронних структур та передачу їм частини функцій поліції. Економічні ліберали часто виступають за єдину ставку прибуткового податку, або навіть заміну прибуткового податку подушним, за приватизацію освіти, охорони здоров'я та державної системи пенсійного забезпечення, за перехід науки на самоокупне фінансування. У багатьох країнах ліберали виступають за скасування смертної кари, роззброєння, відмови від ядерних технологій, захист навколишнього середовища.
Останнім часом загострилися дискусії з приводу мультикультуралізму. Хоча всі сторони сходяться на тому, що етнічні меншини мають розділяти фундаментальні цінності суспільства, одні вважають, що функція більшості повинна обмежуватися захистом прав в етнічних громадах, у той час як інші є прихильниками якнайшвидшої інтеграції меншин заради збереження цілісності нації.
З 1947 року діє Товариство «Мон пелерін», що об'єднує економістів, філософів, журналістів, підприємців, які підтримують принципи та ідеї класичного лібералізму.

### Сучасна критика лібералізму
Прихильники колективізму не абсолютизують значення свободи особи або права на приватну власність, натомість наголошують на колективі або суспільстві. Держава, при цьому, іноді розглядається як вища форма колективу і виразник його волі.
Ліві прихильники жорсткого державного регулювання як політичної системи воліють соціалізм, вважаючи, що тільки державний нагляд над розподілом прибутків може забезпечити загальний матеріальний добробут. Зокрема, з точки зору марксизму, головним недоліком лібералізму є нерівномірний розподіл матеріальних благ. Марксисти стверджують, що у ліберальному суспільстві реальна влада зосереджена в руках дуже невеликої групи людей, які контролюють фінансові потоки. В умовах економічної нерівності, рівність перед законом і рівність можливостей, на думку марксистів, залишаються утопією, а справжньою метою є узаконення економічної експлуатації. З точки зору лібералів жорстке державне регулювання вимагає обмежень у розмірі зарплати, у виборі професії і місця проживання, а в кінцевому підсумку веде до знищення особистої свободи і тоталітаризму.
Крім того, марксизм також критично ставиться до ліберальної теорії суспільного договору у зв'язку з тим, що в ній держава розглядається як окремий від суспільства суб'єкт. Марксизм зводить протистояння між суспільством і державою до протистояння між класами, заснованому на ставленні до засобів виробництва.
Праві етатисти вважають, що поза економічною сферою громадянські свободи ведуть до байдужості, егоїзму і аморальності. Найкатегоричніші фашисти, які стверджують, що раціональний прогрес веде не до гуманнішого майбутнього, як вважають ліберали, а навпаки, до морального, культурного та фізичного виродження людства. Фашизм заперечує, що людина є найвищою цінністю і замість цього закликає до побудови такого суспільства, в якому люди позбавлені прагнення до індивідуального самовираження і повністю підпорядковують свої інтереси завданням нації. З точки зору фашистів, політичний плюралізм, декларування рівності і обмеження влади держави небезпечні, оскільки відкривають можливості для поширення симпатій до марксизму.
Більш м'якою критикою лібералізму займається комунітаризм (Амітана Етціоні, Мері Енн Глендон тощо), який визнає індивідуальні права, але жорстко пов'язує їх з обов'язками по відношенню до суспільства і допускає їх обмеження, якщо вони реалізуються за державний рахунок.
Сучасні авторитарні режими що спираються на популярного в народі лідера, часто здійснюють пропаганду з метою дискредитації лібералізму серед населення. Ліберальні режими звинувачують у недемократичності у зв'язку з тим, що виборці роблять вибір серед політичних еліт, а не обирають представників з народу (тобто, собі подібних). Політичні еліти представляють маріонетками в руках єдиної закулісної групи, яка також тримає контроль над економікою. Зловживання правами і свободами (демонстрації радикальних організацій, публікації образливих матеріалів, позбавлені ґрунту судові позови і т. д.) підносяться як системні та сплановані ворожі акції. Ліберальні режими звинувачують у лицемірстві: що вони виступають за обмеження втручання держави в життя своєї країни, але при цьому втручаються у внутрішні питання інших країн (як правило, мається на увазі критика за порушення прав людини). Ідеї лібералізму оголошуються утопією, яку принципово неможливо реалізувати, невигідними і надуманими правилами гри, які країни Заходу (насамперед, США), намагаються нав'язати всьому світу (наприклад, в Іраку або Сербії). У відповідь ліберали вказують, що саме можливість реалізації ліберальної демократії і доступність її поглядів для різних народів є головними причинами занепокоєння диктаторів.
На протилежній стороні етатистам в політичному спектрі, анархізм заперечує легітимність держави для будь-яких цілей (Переважна більшість лібералів визнає, що держава необхідна для забезпечення захисту прав).
Ліві противники економічного лібералізму заперечують проти встановлення ринкових механізмів в тих областях, де їх раніше не було (див. лібералізація). Вони вважають, що наявність тих, хто програв і поява нерівності в результаті конкуренції завдає істотної шкоди всьому суспільству. Зокрема, виникає нерівність між регіонами всередині країни. Ліві також вказують, що історично політичні режими, засновані на класичному лібералізмі в чистому вигляді, виявлялися нестабільними. З їхньої точки зору, планова економіка здатна захистити від злиднів, безробіття, а також етнічних і класових відмінностей у рівні здоров'я та освіти.
Демократичний соціалізм як ідеологія прагне до досягнення певної мінімального рівності на рівні кінцевого результату, а не тільки рівності можливостей. Соціалісти підтримують ідеї великого державного сектора, націоналізації всіх монополій (включаючи житлово-комунальну сферу і видобуток найважливіших природних ресурсів) і соціальної справедливості. Вони є прихильниками державного фінансування всіх демократичних інститутів, включаючи засоби масової інформації і політичні партії. З їхньої точки зору, ліберальна економічна і соціальна політика створює передумови для економічних криз
Цим демосоціалісти відрізняється від прихильників соціального лібералізму, які віддають перевагу значно меншому втручанню з боку держави, наприклад, шляхом регулювання економіки або субсидій. Ліберали також заперечують проти зрівнювання по результату, в ім'я меритократії. Історично платформи соціал-лібералів і демосоціалістів впритул прилягали один до одної і навіть частково перекривалися. Через падіння популярності соціалізму в 1990-ті роки, сучасна «соціал-демократія» стала дедалі більше зміщуватися від демократичного соціалізму у бік соціального лібералізму.
Праві противники культурного лібералізму бачать в ньому небезпеку для морального здоров'я нації, традиційних цінностей і політичної стабільності. Вони вважають допустимим, щоб держава і церква регулювали приватне життя людей, захищали їх від аморальних вчинків, виховували в них любов до святинь і вітчизні.
Одним з критиків лібералізму є Російська православна церква. Зокрема, Патріарх Кирило у своєму виступі в Києво-Печерській лаврі 29 липня 2009 р.  [Архівовано 3 серпня 2009 у Wayback Machine.] провів паралелі між лібералізмом і розмиттям понять добра і зла. А це загрожує тим, що люди повірять антихристу, і тоді настане апокаліпсис.
У питаннях міжнародної політики проблема прав людини вступає в конфлікт із принципом невтручання у суверенні питання інших країн. У зв'язку з цим світові федералісти заперечують доктрину суверенітету національних держав в ім'я захисту від геноциду і масштабних порушень прав людини. Схожої ідеології дотримуються американські неоконсерватори, які закликають до агресивної та безкомпромісного поширення лібералізму у світі, навіть ціною сварки з авторитарними союзниками США Це рух активно підтримує застосування військової сили задля своїх цілей проти ворожих до США країн і виправдовує пов'язані з цим порушення принципів міжнародного права. Неоконсерватори наближаються до етатистів, оскільки є прихильниками сильної держави і високих податків для покриття військових витрат.
На міжнародному рівні лібералів, які перебувають при владі в розвинених країнах [джерело?] критикують за те, що вони тримають свої країни і наднаціональні організації (на зразок ЄС) закритими для людей з інших регіонів, обмежуючи імміграцію, і що країнам третього світу важко пробитися на західні ринки. Глобалізацію, що супроводжується ліберальною риторикою, звинувачують у погіршенні прав робітників, наростанні прірви між багатими і бідними країнами і між класами, втрати культурної ідентичності, недостатньої підзвітності великих транснаціональних корпорацій. Її також підозрюють у тому, що вона сприяє поваленню місцевих еліт та захопленню влади країнами Заходу над усією планетою  [Архівовано 2 вересня 2011 у Wayback Machine.] З точки зору лібералів, за умови дотримання певних соціальних і економічних стандартів, вільний і чесний глобальний ринок може принести тільки благо всім його учасникам. Це включає підвищення ефективності виробництва, вільну циркуляцію капіталу, людей та інформації. Негативні ж побічні явища[джерело?] на їх погляд, можна ліквідувати шляхом деякого регулювання.

### Критика лібералізму в літературі
На початку XXI століття, з поширенням глобалізму і транснаціональних корпорацій, в літературі почали з'являтися антиутопії, спрямовані проти лібералізму. Одним з таких прикладів є сатира австралійського письменника Макса Баррі «Уряд Дженніфер», де влада корпорацій доведена до абсурду.

## Лібералізм в Україні
Поширення ліберальних ідей в Україні не мало такого розмаху і не привело до «тріумфальної ходи» лібералізму, як це відбувалося в країнах Західної Європи XIX ст. Неуспіх поширення ліберальних ідей в Україні зумовлений обмеженням прав та свобод у Російській імперії, придушенням будь-яких проявів національного життя. Вирізняють дві спроби рецепції лібералізму в Україні. Перша була пов'язана з намаганням М. Драгоманова імплантувати західні ліберальні ідеї в українське середовище у другій половині XIX ст. та поєднати їх із соціальною та національною ідеями; друга мала переважно космополітичне забарвлення і виявилася в діяльності (переважно в науково-культурній) представників російської ліберальної течії в Україні кінця XIX— початку XX ст.
Український лібералізм сповідував такі погляди:
- існування демократичної держави можливе лише за умови політичної свободи (М. Драгоманов)
- політична свобода — це сукупність конституційно закріплених прав громадян
- домінантною цінністю у співвідношенні «людина — суспільство — держава» є «людина незалежно від соціального статусу конкретної особистості»
- в системі політико-економічних категорій центральною є категорія приватної власності та засоби виробництва (М. Туган-Барановський)
- визнання верховенства права в суспільному житті, взаємозалежності права та свободи, необхідності поєднання соціальної та правової ідей (Б. Кістяківський)
- пріоритет загальнолюдських цінностей над соціально-класовими чи національними, необхідність раціонального влаштування суспільного життя; децентралізація держави як засіб обмеження державної влади та надання гарантій існуванню місцевого самоврядування (М. Драгоманов)
- популяризація етичних засад політичної діяльності, пов'язаності політики та моралі (М. Драгоманов: «Чисте діло потребує чистих засобів»).

За ставленням до демократії і держави як соціальної інституції політична культура сучасних українців залишається значною мірою авторитарною, етатистською та патерналістською.
Однак, є в Україні й критики ліберальних ідей, зокрема, Дмитро Донцов вважав, що для перемоги національної ідеї творча меншість має відкинути «всі ці лібералізми, демократизми, соціалізми, пацифізми» та згуртувати націю навколо одного ідеалу.

### Сучасний український лібералізм
Лібералізм як суспільно-політичний рух та ідеологія поширені і в сучасній Україні, на їх основі діють ряд політичних партій, зокрема, Ліберальна партія України (ЛПУ), Ліберально-демократична партія України (ЛДП), Християнсько-ліберальна партія України (ХЛПУ), Сила людей, та інші.
Важливе значення для розвитку лібералізму в Україні мають інститути громадянського суспільства: громадські рухи, об'єднання тощо.
З 2015 року в Україні діє громадська організація «Ліберально-демократична ліга України», що вперше почала об'єднувати ліберальну молодь, тобто осіб, народжених після 1991 року.

## Лібералізм у Росії
В історії Росії було декілька ліберальних підйомів, які мали значний вплив на країну.
- Повстання декабристів 1825 р. стало першою радикальною спробою ввести конституційно-правові обмеження на державну владу.
- Лютнева революція 1917 р. поклала край абсолютній монархії.
- Перебудова 1987—1991 рр.. і подальші економічні реформи запустили процес переходу країни до ринкової економіки.

Ці події призводили як до важливих позитивних зрушень, так і до серйозних негативних наслідків, внаслідок чого в наш час більшість населення Росії ставиться до ліберальних цінностей неоднозначно.
У сучасній Росії ХХІ сторіччя, існує ряд звичайних громадян росії (наприклад Максим Кац, Олексій Навальний, та інші) та партій, що заявляють свою ліберальну спрямованість (але не обов'язково є такими), та не підтримують російське вторгнення на територію України 24.02.2022 року :
- «Правое дело»[ru];
- Лібертаріанська партія РФ[ru];
- «Яблуко»;
- Демократичний союз.

## Вислови відомих людей про лібералізм
- «Лібералізм — це, по суті, доктрина витонченого тоталітаризму» (Жиль Леклерк «Вчорашній день лібералізму»)
- «Нехай здійсниться сто тисяч вбивств, аби тільки ми стали вільними» (Марі Жан Антуан Ніколя Кондорсе)

### Класичні роботи
- Олег Проценко, Василь Лісовий. Лібералізм, антологія. — 2-ге, перероблене. — «Простір», «Смолоскип», 2009. — ISBN 978-966-20068-11-5.
- Праці класиків лібералізму на сайті Юрія Єханурова
- Бентам И. Введение в основания нравственности и законодательства. — М.: РОССПЭН, 1998. — 415 с ISBN 5-86004-166-7
- Берлин И. Философия свободы. Европа. — М.: Новое литер. обозр., 2001. — 448 с ISBN 5-86793-132-3
- Гамильтон А., Мэдисон Дж. и Джей Дж. Федералист
- Гоббс Т. Левиафан, или Материя, форма и власть государства церковного и гражданского
- Кант И. Основы метафизики нравственности
- Лок, Джон. Два трактати про правління; пер. Павло Содомора — Київ: Наш Формат, 2020. — 312 с. — ISBN 978-617-7863-21-1
- Мізес, Людвіг фон. Лібералізм у класичній традиції: а також статті Роль доктрин в історії людства, Ідея свободи народилася на Заході, Свобода і власність / Людвіг фон Мізес. — К. : ТОВ «Велл Букс» | «Well Books» LLC, 2024. — 304 с., іл. ISBN 978-617-8264-09-3
- Милл, Джон Стюарт. Про свободу
- Руссо Ж. Ж. Об общественном договоре, или принципы политического права
- Смит А. Исследование о природе и причинах богатства народов
- Токвиль, А. де. Демократия в Америке. — М.: Прогресс, 1994. — 554 с ISBN 5-01-004496-X
- Фрідріх Гаєк. Шлях до рабства / пер. з англ. Сергій Рачинський. — К. : Наш Формат, 2022. — 208 с.
- П'єр Манан. «Інтелектуальна історія лібералізму» / Пер. з фр. — К.: Дух і літера, 2005. — 206 с. ISBN 966-7888-91-6

### Загальна література
- Гончарук Т.В., Гурик М.І., Дмитрів І.С., Рудакевич О.М., Томахів В.Я., Шеремета Д.М. Політологія: лекційний курс і практикум / Гончарук Т. В. — Тернопіль : ТНЕУ, 2008.

- Бергланд Д. Либертарианство за один урок [Архівовано 26 березня 2009 у Wayback Machine.]
- Валлерстайн И. После либерализма / Пер. с англ. под ред. Б. Ю. Кагарлицкого. М.: Едиториал УРСС, 2003. ISBN 5-354-00509-4
- Гэлбрейт Д. Новое индустриальное общество. — М.: Прогресс, 1969.
- Палмер Т. Либерализм, глобализация и проблема национального суверенитета. Лекция. [Архівовано 22 серпня 2009 у Wayback Machine.]
- Либерализм Запада XVII—XX вв. / Под ред. В. В. Согрина. М., 1995
- Фукуяма Ф. Конец истории и последний человек [Архівовано 2 квітня 2012 у Wayback Machine.] / Пер. с англ. М. Б. Левина. М.: АСТ, 2004. ISBN 5-17-021219-4